# Hemiodus huraulti
Hemiodus huraulti är en fiskart som först beskrevs av Géry, 1964.  Hemiodus huraulti ingår i släktet Hemiodus och familjen Hemiodontidae. Inga underarter finns listade i Catalogue of Life.